# مهاجرت آشوری‌ها از عراق
مهاجرت آشوری‌ها از عراق (انگلیسی: Assyrian exodus from Iraq) به فرار و مهاجرت قومی آشوری‌ها از عراق اشاره دارد که از ابتدای جنگ عراق در سال ۲۰۰۳ شروع شد و همچنان ادامه دارد.

## وضعیت
بنا بربرآورد رهبران جامعه آشوری‌ها عراق، بیش از دو سوم جمعیت آشوری این کشور بدنبال حمله تحت رهبری آمریکا به عراق از ۲۰۰۳ تا ۲۰۱۱ یا مشمول جابجایی اجباری در داخل عراق شدند یا از کشور گریخته‌اند. گزارش‌ها حاکی است بدنبال تهدید آشوری‌ها توسط گروه‌های شورشی سنی و شبه نظامیان، تمامی محله‌های آشوری در شهرهای مختلف عراق از جمله بغداد، بصره، پاکسازی شده‌اند. بدنبال تصرف شمال عراق توسط داعش در ماه اوت ۲۰۱۴ قریب به یک چهارم از آشوری‌ها برای فرار از گروه‌های جهادی به ترکیه و کردستان عراق پناهنده شدند.
گاردین اعلام کرد مهاجرت آشوری‌ها از حداقل ۸۰۰٫۰۰۰نفر در سال ۲۰۰۳ به ۴۰۰٫۰۰۰ نفر در سال ۲۰۱۱ رسید. تقویم سالانه کلیسای کاتولیک در ۲۰۰۹ این تعداد را بسیار بیشتر اعلام کرده‌است.
بنابر برآورد کمیساریای عالی پناهندگان سازمان ملل متحد یک سوم از ۱٫۸ میلیون پناهنده عراقی در سال ۲۰۰۷ را آشوری‌ها تشکیل دادند. درصد مشابهی از ۱٫۶ میلیون آمار مهاجرت اجباری در داخل عراق در سال ۲۰۰۷ آشوری‌هایی بودند که اغلب آنها از بغداد، بصره و موصل فرار کرده و به شمال عراق که ثبات بیشتری دارد گریختند.

## پیشینه
براساس برآورد شورای اقلیتهای عراقی و گروه بین‌المللی حقوق اقلیتها جمعیت آشوری‌ها قبل از جنگ ۸۰۰٫۰۰۰ نفر بود؛ که ۶۰ درصد در موصل ساکن بودند و ۲۰درصد در بغداد زندگی می‌کردند.
بر اساس برآورد سال ۱۹۴۰–۱۹۵۰ اقلیتها در عراق ۴٫۹ درصد کل جمعیت عراق بودند. از کل جمعیت که ۱۶۵ هزار بودند. ۹۸٫۰۰۰ از کلیسای کاتولیک کلدانی، کاتولیک سوری ۲۵٫۰۰۰، کلیسای ارتدکس سریانی ۱۲۰۰۰ و سریانی‌ها ۳۰٫۰۰۰.